# Манойло, Николай Фёдорович
Никола́й Фёдорович Мано́йло (укр. Микола Федорович Манойло;  8 декабря 1927, с. Манилы, Харьковский округ — 22 сентября 1998, Харьков) — советский, украинский оперный певец (баритон), педагог, общественный деятель. Народный артист СССР (1976).

## Биография
Николай Манойло родился 8 декабря 1927 года в селе Манилы (ныне Богодуховского района Харьковской области Украины).
С 1943 года работал трактористом в колхозе им. Будённого Валковского района Харковской области. Служил в Советской армии.
В 1960 году окончил Харьковскую консерваторию (ныне Харьковский национальный университет искусств имени И. П. Котляревского)  (класс П. В. Голубева).
В 1958—1987 годах — солист Харьковского театра оперы и балета имени Н. В. Лысенко. Исполнил за это время более 30 ведущих партий.
Выступал как концертный певец. В репертуаре произведения украинских, русских и советских композиторов.
Гастролировал за рубежом.
С 1980 года преподавал в Харьковском институте искусств имени И. П. Котляревского (в 1988—1994 — заведующий кафедрой сольного пения, с 1990 — профессор).
С 1986 года — член правления Союза театральных деятелей СССР.
Член КПСС с 1973. Депутат Верховного Совета Украинской ССР 9—11 созывов. С 1992 года — член Комитета по Государственным премиям Украины им. Т. Шевченко при Кабинете Министров Украины.
Скончался 22 сентября 1998 года в Харькове от сердечного приступа. Похоронен на 2-м городском кладбище.

## Звания и награды
- Народный артист Украинской ССР (1971)
- Народный артист СССР (1976)
- Орден Трудового Красного Знамени (1986)
- Орден «Знак Почёта» (1960)
- Медали

## Оперные роли
- «Мазепа» П. И. Чайковского — Мазепа
- «Чародейка» П. И. Чайковского — Князь
- «Пиковая дама» П. И. Чайковского — Томский
- «Демон» А. Г. Рубинштейна — Демон
- «Князь Игорь» А. П. Бородина — князь Игорь
- «Царская невеста (опера)» Н. А. Римского-Корсакова — Грязной
- «Севильский цирюльник» Дж. Россини — Фигаро
- «Риголетто» Дж. Верди —  Риголетто
- «Трубадур» Дж. Верди — граф ди Луна
- «Аида» Дж. Верди — Амонасро
- «Отелло» Дж. Верди — Яго
- «Тоска» Дж. Пуччини — Скарпиа
- «Тарас Бульба» Н. В. Лисенко — Остап
- «Василий Губанов» Д. Л. Клебанова — Губанов
- «Даиси» З. П. Палиашвили — Киазо
- «В бурю» Т. Н. Хренникова — Листрат
- «Свадьба Фигаро» В. А. Моцарта — Фигаро
- «Наталка-Полтавка» Н.В. Лысенко — Микола
- «Один шаг к любви» Г. Л. Жуковского — Азис
- «Паяцы» Р. Леонкавалло — Тонио

## Память
- Распоряжением главы Харьковской областной государственной администрации от 26.07.2000 года № 713 «Об установлении именных стипендий облгосадминистрации в области культуры и искусства» установлена именная стипендия имени Н. Ф. Манойло в области музыки и вокального искусства, которая присуждается выдающимся деятелям культуры и искусства, одаренной творческой молодежи с целью стимулирования их творческого труда и засвидетельствования выдающихся личных достижений[2].